# 제1대 베릭 공작 제임스 피츠제임스

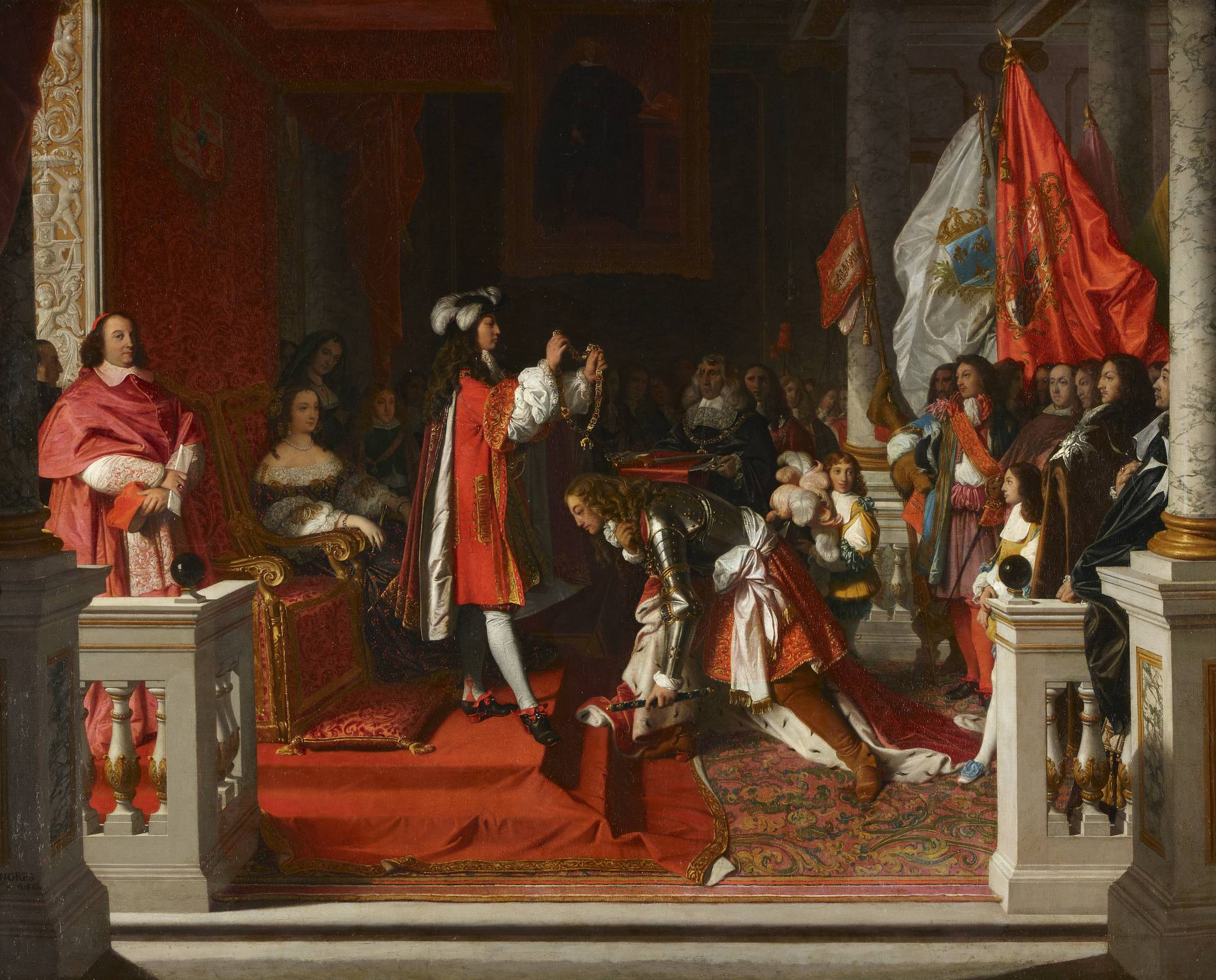
알만사 전투에서 동맹군을 확실하게 물리쳐 스페인의 펠리페 5세의 왕위를 지켜낸 공적으로 루이 14세로부터 프랑스의 귀족 피츠-제임스 공작 작위를 하사받는 제임스 피츠제임스. Jean Dominique Auguste Ingres의 그림.

베릭 공작 1세 제임스 피츠제임스(James FitzJames, 1st Duke of Berwick, 1670년 8월 21일 - 1734년 6월 12일)는 잉글랜드의 귀족이자 프랑스 군사 지도자로서 잉글랜드의 제임스 2세와 말버러 공작 1세 존 처칠의 누이인 애러벨라 처칠(Arabella Churchill)사이에서 사생아로 태어났다. 1695년 그는 루칸 백작 1세(1st Earl of Lucan)의 미망인 호노라 버그(Honora Burke)와 결혼했지만, 그녀는 1698년에 죽었다. 두 번째 결혼은 헨리 불켈리(Henry Bulkeley)의 딸 앤 불컬리(Anne Bulkeley)와 1700년에 결혼했다.
베릭은 그의 아버지가 왕위를 계승하기 전 프랑스 물랭에서 태어나 로마 가톨릭 교도로 길러졌으며, 쥬이 대학(College of Juilly), 파리 대학(Collège du Plessis), 라 플레시 예수회 대학(Jesuit College of La Flèche)등에서 교육 받았다. 베릭은 로렌 공작 샤를의 휘하에서 부다(Buda) 공성전에 참가했다. 1687년 베릭은 아버지로부터 보즈워스 남작(Baron Bosworth), 티모스 백작(Earl of Tinmouth), 베릭 공작(Duke of Berwick; 혹은 베릭 어폰 트위드(Berwick-upon-Tweed)라고도 함.)이란 작위를 하사받았다. 그때 그는 헝가리의 모하치 전투에 참가했다가 돌아왔다.
돌아온 베릭은 잉글랜드에 있는 포츠머스 총독에 임명되었다. 제임스 2세는 그를 가터 기사단에 임명하려 했지만, 오라녜 공의 침입과 뒤이어 일어난 명예 혁명으로 인해 그 지위는 다시는 얻을 수 없었다. 다음해 제임스 2세는 왕위에서 쫓겨나 베릭과 함께 국외 추방을 당하고 이를 되찾기 위해 보인 강 전투(Battle of the Boyne)가 포함된 아일랜드 전역에서 활발하게 움직였다. 나중에 그의 아버지 제임스 2세는 결국 망명하였고, 베릭은 프랑스 군대에서 복무하게 되었다. 그는 스틴케르케 전투(Battle of Steenkerque)와 란덴 전투(Battle of Landen)에서 싸웠다. 마지막엔 베릭은 포로가 되었지만 오먼드 공작(Duke of Ormonde)과 포로 교환이 이루어져 석방 되었다.
군인으로서 베릭은 재능과 성실함, 용기로 인해 높은 평가를 받았다. 스페인 왕위 계승 전쟁에서 활약한 그는 뚜렸한 성과를 거두었고, 뒤이어 1706년 니스(Nice)에 대한 성공적인 원정을 통해서 그는 프랑스 원수(Marshal of France)가 되었다.
1707년 4월 25일 베릭은 알만사 전투에서 중대하고 결정적인 승리를 거두었는데, 잉글랜드 사람이 지휘관으로 있는 프랑스-스페인 군대가 루비니란 프랑스 사람이 지휘하는 영국-포르투갈-네덜란드 군대를 격파함 특이한 점이 있다.
알만사 전투 후 베릭은 스페인 왕 펠리페 5세로부터 아라곤의 대리(Lieutenant of Aragon)와 리리아, 제리카 공작(듀케 데 리리아 이 제리카;Duque de Liria y Xerica), 루이 14세로부터는 프랑스 귀족 지위인 피츠제임스 공작(Duc de Fitz-James) 작위를 수여받았다. 스페인 왕위 계승 전쟁의 마지막 중대한 사건인 바르셀로나 급습에서 베릭은 오랜 공성전 끝에 1714년 9월 11일에 함락시켰다.
그 후 얼마안가 베릭은 기옌 지방의 군사 관리자로 임명되었고, 거기서 몽테스키외와 친해졌다. 1718년 그는 이번엔 스페인 군대에 대항하는 입장이 되어 이제 펠리페 5세를 상대로 싸우게 되었다(콰드러플 동맹 전쟁;War of the Quadruple Alliance).
이 전역을 끝으로 오랜 평화가 지속되어 베릭은 1733년 전장에 다시 부름을 받아 복무할 때까지 시간을 보냈다. 그해 그는 폴란드 왕위 계승 전쟁에서 라인 방면군의 지휘관으로서 선택되어 1733년 켈(Kehl)의 성공적 포위전을 벌였으나, 1734년 6월 12일 필립스부르크(Philippsburg) 공방전에서 포탄을 맞고 전사했다.
베릭의 아이들은 모두 결혼했다. 그의 후손으로는 프랑스 공작 드 피츠제임스(Ducs de Fitz-James)와 스페인 공작 드 리리아(Duques de Liria)와 훗날 알바 공작(Dukes of Alba)이 있다.

## 결혼과 아이들
제임스는 두번 결혼했다. 첫 번째 아내는 루칸 백작부인 호노라 드 버그로 1695년 5월 26일 결혼했다. 슬하에 1명의 아이를 두었다.
- 자크 프랑수아 피츠-제임스 스튜어트(James Francis Fitz-James Stuart), 혹은 야고보 프란시스코 피츠제임스 스튜어트(Jacobo Francisco Fitz-James Stuart), 베릭 공작 2세, 2대 리리아 공작(듀케 데 리리아), 2대 제리카 공작(듀케 데 제리카; 1696년 10월 21일 - 이탈리아 나폴리 1738년 6월 2일). 그는 크리스토발 콜론 제독의 후손 베라구사, 라 구사 공작부인 카타리나 벤투라 콜론 데 포르투갈(Catalina Ventura Colón de Portugal, Duquesa de Veragua, and Duquesa de la Vega)과 결혼했다. 그는 1714년 황금 양모 기사단(Knight of the Golden Fleece)에 지명되었다.

1700년 4월 18일 그는 앤 벌켈리와 재혼했는데, 그녀와의 사이에서 10명의 자녀를 두었다.
- 헨리 제임스 피츠제임스(Henry James Fitzjames), 프랑스어로 이야기하면 피츠제임스 공작 1세 자크 드 피츠제임스(France as Jacques de Fitjames, 1st Duke of Fitzjames)
- 앙리에타 드 피츠제임스(Henriette de Fitzjames)
- 프랑수아 피츠-제임스, 피츠제임스 공작 3세, 수아송 주교(François Fitz-James, 3rd Duke of Fitzjames, Bishop of Soissons)
- 리무쟁 총독 앙리 피츠제임스(Henry Fitzjames, governor of Limousin)
- 피츠제임스 공작 4세 샤를 드 피츠제임스(Charles de Fitzjames, 4th Duke of Fitzjames)
- 로르 안 드 피츠제임스(Laure Anne de Fitzjames)
- 마리 에밀리 드 피츠제임스(Marie Emilie de Fitzjames)
- 에두아르 드 피츠제임스(Edouard de Fitzjames)
- 안 소피 드 피츠제임스(Anne Sophie de Fitzjames)
- 안 드 피츠제임스(Anne de Fitzjames)

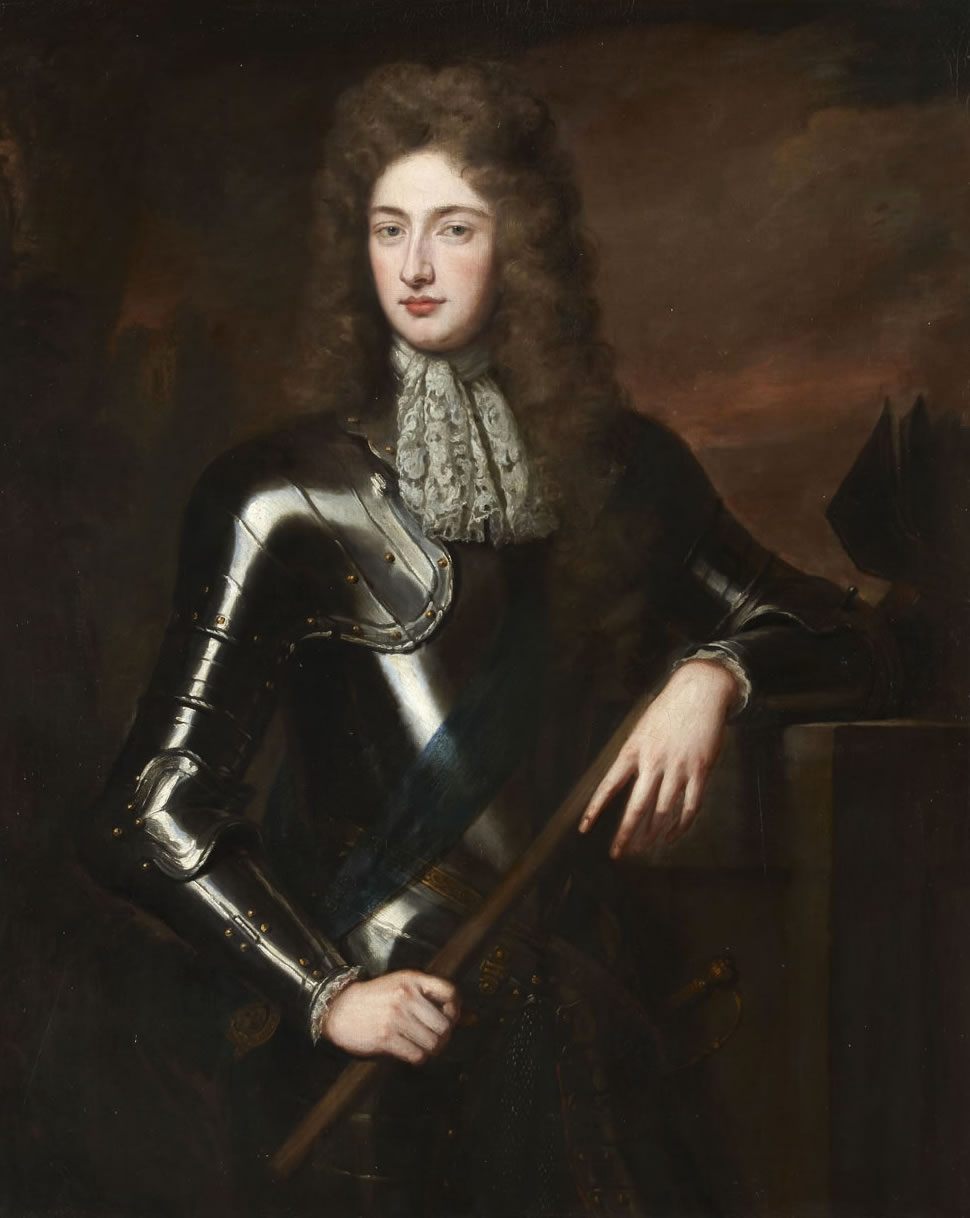
베릭 공작 제임스 피츠제임스

## 참고 문헌
- Wild Geese Heritage Museum and Library Biography
- Petrie, Sir Charles (1953) The Marshal Duke of Berwick: The Picture of an Age. London: Eyre & Spottiswoode
- Handley, Stuart (2004년 9월). “‘Fitzjames, James, Duke of Berwick upon Tweed (1670–1734)’” (subscription required). 《Oxford Dictionary of National Biography》. (온라인 판 2007년 5월). Oxford University Press. doi:10.1093/ref:odnb/9610. 2007년 12월 12일에 확인함.
- 본 문서에는 현재 퍼블릭 도메인에 속한 브리태니커 백과사전 제11판의 내용을 기초로 작성된 내용이 포함되어 있습니다.